# 施米特维莱尔
施米特维莱尔（法語：Schmittviller，法語發音：[ʃmitvilɛʁ]；洛林法兰克语：Schmittwiller）是法国摩泽尔省的一个市镇，位于该省东部，属于萨尔格米讷区。

## 地理
施米特维莱尔（49°0'19"N, 7°11'0"E）面积2.33 平方千米，位于法国大東部大區摩泽尔省，该省份为法国东北部内陆省份，是洛林的一部分，西南接默尔特-摩泽尔省，东临下莱茵省，北与卢森堡和德国接壤。
与施米特维莱尔接壤的市镇（或旧市镇、城区）包括：代林根、埃坦、卡劳森、拉兰。
施米特维莱尔的时区为UTC+01:00、UTC+02:00（夏令时）。

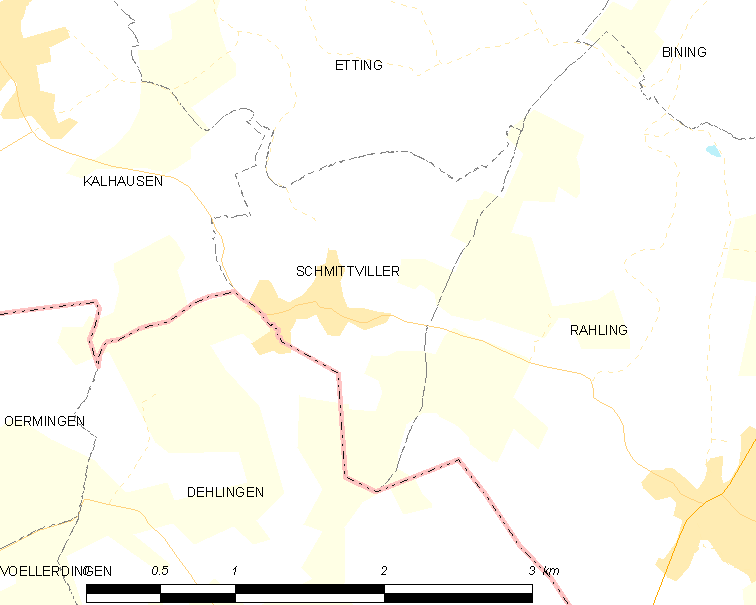
施米特维莱尔的OSM定位图

## 行政
施米特维莱尔的邮政编码为57412，INSEE市镇编码为57636。

## 政治
施米特维莱尔所属的省级选区为比奇县。

## 交通
摩泽尔省省道D83线经过施米特维莱尔境内。

## 人口

1962-2008年间施米特维莱尔人口变化图示

施米特维莱尔于2022年1月1日时的人口数量为335人。